# Jean-Claude Wolff
 (juin 2023).
- Si vous ne connaissez pas le sujet, laissez ce bandeau (vous pouvez alors contacter les auteurs).
- Si vous supprimez le contenu mis en cause (vous pouvez préalablement contacter les auteurs),

argumentez précisément cette suppression dans la page de discussion
(un manque de référence n'est pas un argument ; une recherche réelle de référence doit avoir été effectuée, être formellement documentée).
 (juin 2023).
Si vous disposez d'ouvrages ou d'articles de référence ou si vous connaissez des sites web de qualité traitant du thème abordé ici, merci de compléter l'article en donnant les références utiles à sa vérifiabilité et en les liant à la section « Notes et références ».
Pour les articles homonymes, voir Wolff.
Ne doit pas être confondu avec Claude Wolff.
Jean-Claude Wolff, né à Neuilly-sur-Seine le 17 octobre 1946, est un compositeur français de musique contemporaine.

## Biographie
Jean-Claude Wolff naît en 1946. Il se forme au Conservatoire national supérieur de musique et de danse de Paris dans les classes d’écriture, d’analyse, d’histoire de la musique puis de composition avec des maîtres aussi distincts que Maurice Ohana, André Jolivet, Henri Dutilleux, Jean-Pierre Guézec, Michel Philippot et Ivo Malec. Dans le même temps, il participe aux stages d’électroacoustique de Jean-Étienne Marie au Centre international de recherche musicale.
Il est pensionnaire de l'Académie de France à Rome, ce qui lui permet de séjourner à la Villa Médicis de 1978 à 1980. Il est lauréat du concours de composition des Jeunesses musicales (Belgrade, 1979) et du premier concours de composition des « Vienna Modern Masters » (Vienne, 1990). À ce titre, ses symphonies no 2 et 4 ont été enregistrées sur CD (VMM, Vienne, Autriche).
Foncièrement indépendant en matière d’esthétique, Jean-Claude Wolff aime nourrir son imaginaire de maints champs artistiques connexes : le cinéma qui le passionne, la peinture et la littérature.
Depuis 1998, il se consacre à l’écriture pour larges ensembles tels que Psaumes, pour sept chanteurs et ensemble instrumental, Sinfonietta pour orchestre. Ces œuvres peuvent être considérées comme le vaste prélude d’un opéra – Le Quatuor, sur un livret de Rory Nelson - sur lequel Jean-Claude Wolff travaille depuis 2002. La composition de cet opéra en trois actes est soutenue par la Fondation Beaumarchais. Jean-Claude Wolff a été, de 2006 à 2008, artiste en résidence à l’abbaye de la Prée (Fondation « Pour que l’Esprit Vive »), où il effectue encore de fréquents séjours.
Le compositeur conserve à son catalogue quelque soixante-dix œuvres.
Au côté de ses huit symphonies qui constituent à elles seules un corpus impressionnant dans le paysage de la création contemporaine, c’est le piano (« Crépuscules », « Onze Préludes », « Cinq Mantras ») et la musique de chambre – souvent associés à la voix – qui semblent servir au mieux l’esthétique de Jean-Claude Wolff, laissant percevoir au plus près ses thèmes d’inspiration. Le choix des vers d’Andrée Chedid dans Poèmes d’alliance (2000) ou ceux de Georg Trakl dans Rosenkranzlieder (2007) pour ondes Martenot, guitare et voix, et dans Trakl-Lieder (2008) fait écho à la quête d’essentialité qui oriente désormais son cheminement musical dans un accord profond avec les manifestations de la vie intérieure. En témoigne également son Magnificat, créé en juin 2009 lors du 15e Festival « Les voix du prieuré », dans l'église abbatiale du Bourget-du-Lac.
Le compositeur a terminé l'opéra Le Quatuor en septembre 2009.